# Rio Cauaburi
Rio Cauaburi är ett vattendrag i Brasilien.   Det ligger i delstaten Amazonas, i den nordvästra delen av landet, 2 700 km nordväst om huvudstaden Brasília.
I omgivningarna runt Rio Cauaburi växer i huvudsak städsegrön lövskog. Trakten runt Rio Cauaburi är nära nog obefolkad, med mindre än två invånare per kvadratkilometer.